# Bersama abyssinica
Bersama abyssinica là một loài cây gỗ thường xanh kích thước trung bình thuộc họ Melianthaceae. Các lá xẻ thùy lông chim với cuống có cánh lớn (vì thế mà có tên gọi thông thường là Bersama có cánh). Cụm hoa kiểu bông.
Loài này phân bó khắp khu vực ven phía nam sa mạc Sahara và bao gồm 2 phân loài:
- B. abyssinica Fresen. subsp. abyssinica Fresen.
- B. abyssinica Fresen. subsp. rosea (Hoyle) Mikkelsen[3]

Phân loài rosea là đặc hữu của Tanzania, và tại đây nó được coi là dễ thương tổn.
Bersama abyssinica sinh ra gỗ cứng và nặng, được dùng trong xây dựng nhà cửa ở Tây Phi.